# Alberto Gomes
Pour les articles homonymes, voir Gomes.
Alberto Luis Gomes, né le 29 décembre 1915 à Monção, était un joueur de football international portugais qui évoluait au poste d'attaquant.

## Biographie
Natif de Monção, au nord du Portugal, il arrive à Coimbra à 21 ans afin de suivre ses études d'histoire et philosophie. Il gagne la coupe du Portugal en 1939. 
Il débute en sélection nationale le 28 janvier 1940 contre la France, avec une défaite 2-3, il est ainsi le premier joueur de l'Académica à porter le maillot " das quinas".

Pour la saison 1941-42, il lui est demandé de prendre le poste d'entraîneur, ce qu'il accepte tout en restant joueur. Il remporte le championnat de l'AF Coimbra, et réalise une belle 5e place en championnat.
En 1944, il quitte la capitale étudiante afin d'occuper le poste d'enseignant et directeur du collège de Viana do Castelo, il continue de jouer au football au sein du club local, le SC Vianense, qui évolue en deuxième division portugaise.
Quatre ans plus tard, il est de retour à Coimbra, le club descend en division inférieure. La saison suivante, il prend le poste d'entraîneur-joueur et fait remonter l'équipe parmi l'élite portugaise. Lors de la première partie du championnat, il est au coude à coude avec l'Académico de Viseu qu'il laisse finalement à un point. Pour la seconde phase, toujours sous forme de poule, il retrouve l'Académico de Viseu, mais aussi le premier et deuxième de la Zone A que sont l'UD Oliveirense et le FC Famalicão. Cette fois-ci, il prend avec ses joueurs une avance confortable dès le début de la compétition. Vainqueur de la Zone Nord, il rencontre en finale le vainqueur de la Zone Sud, le Portimonense SC. Après une victoire 1 à 0 puis une défaite 2 à 0, c'est le club de Portimão, qui est déclaré vainqueur dans un premier temps. Mais à la suite d'une réclamation de ses dirigeants, il se retrouve à disputer un troisième match afin de départager les deux clubs. Ce match se dispute le 9 juin 1949 à Lisbonne au Estádio do Lumiar. À égalité 1 partout, il marque le but donnant la victoire, scellant ainsi le titre de champion du Portugal de deuxième division 1949. Les champions sont :
- Diogo, Bras, Branco, Castela, Azeredo, Capela, Pacheco Nobre, Alberto Gomes, Garção, Nana, Bentes (sont les 11 finalistes de la troisième finale face au Portimonense SC), les autres champions sont : Micael, Melo, Eduardo Santos, Ataz, Tito, Mousaco, Couceiro, Teixeirinha, Freire de Andrade, Travanca, Wilson Junior, et Orlando.

Au terme de cette saison, il termine sa carrière de joueur.
Depuis 1948, il est l'entraîneur des juniors de l'Académica, avec qui la première année, il est finaliste du championnat national (défaite 7 à 0 face au Benfica Lisbonne), puis la saison suivante, il rencontre à nouveau en finale les « aigles » de la capitale portugaise, mais cette fois-ci remporte le titre de champion du Portugal sur le score de 2 buts à 1. Ses champions sont :
- Almiro, Braulio, Carreira, Crespo, Eugenio, José Afonso, Lebre, Lucio, Mário Torres, Morgado, Paredes, Pimentel, Sarmento, Seixas, et Sombrereiro.

À la suite de cette victoire, il retourne dans sa région natale, mais appelé à la rescousse, il reprend en main l'équipe première en 1954 à la place d'Oscar Tellechea. Il réalise une excellente saison terminant à la 6e place, s'offrant le luxe de battre le Sporting CP chez lui sur le score de 1 à 0, ce dernier étant le champion du Portugal 1953-54. En coupe, il réalise l'exploit d'arriver en 1/2 finale où il chute lourdement (6-0) face au futur vainqueur, le Benfica Lisbonne, qui réalise ainsi le doublé coupe-championnat. Il resigne pour la saison suivante mais ne débute pas le championnat où il est remplacé par le duo Cândido de Oliveira et "Nana". Après cela, il quitte le monde du football. Néanmoins cinq ans plus tard, il revient vers son club de cœur afin de diriger l'équipe première, avec qui il réalise une saison correcte.
Alberto Luís Gomes aura passé une bonne partie de son engagement footballistique au sein du club estudiantin de l'Académica de Coimbra, en tant que joueur et entraîneur, faisant partie intégrante de l'histoire du club comme étant l'homme des premières fois. Il est l'un des vainqueurs de la première coupe du Portugal, celui qui pour la première fois endosse à la fois le maillot du club et celui de la sélection portugaise, l'entraîneur qui remporte le premier titre de champion du Portugal de deuxième division (1949), et le vainqueur du championnat national juniors en 1950.
Il décède le 16 février 1992.

## Statistiques

### Statistiques joueur
| Championnat | Championnat  | Championnat         | Championnat     | Championnat    | Coupe nationale | Coupe nationale | Coupe continentale | Coupe continentale | Sélection Portugal | Sélection Portugal | Total           | Total          |
| Saison      | Club         | Pays                | Matches         | Buts           | Matches         | Buts            | Matches            | Buts               | Matches            | Buts               | Matches         | Buts           |
| ----------- | ------------ | ------------------- | --------------- | -------------- | --------------- | --------------- | ------------------ | ------------------ | ------------------ | ------------------ | --------------- | -------------- |
| 1934-35     | Académico FC | I Liga              | inconnu         | inconnu        | inconnu         | inconnu         | 0                  | 0                  | 0                  | 0                  | incomplet       | incomplet      |
| 1935-36     | Académico FC | II Liga 1° Gr. Z. A | inconnu         | inconnu        | inconnu         | inconnu         | 0                  | 0                  | 0                  | 0                  | incomplet       | incomplet      |
| 1936-37     | Académica    | I Liga              | 10              | 6              | 3               | 1               | 0                  | 0                  | 0                  | 0                  | 13              | 7              |
| 1937-38     | Académica    | I Liga              | 14              | 3              | 6               | 3               | 0                  | 0                  | 0                  | 0                  | 20              | 6              |
| 1938-39     | Académica    | I Divisão           | 14              | 6              | 7               | 4               | 0                  | 0                  | 0                  | 0                  | 21              | 10             |
| 1939-40     | Académica    | I Divisão           | 18              | 8              | 2               | 1               | 0                  | 0                  | 1                  | 0                  | 21              | 9              |
| 1940-41     | Académica    | I Divisão           | 7               | 3              | 4               | 4               | 0                  | 0                  | 0                  | 0                  | 11              | 7              |
| 1941-42     | Académica    | I Divisão           | 20              | 4              | 2               | 1               | 0                  | 0                  | 1                  | 1                  | 23              | 6              |
| 1942-43     | Académica    | I Divisão           | 18              | 9              | 1               | 0               | 0                  | 0                  | 0                  | 0                  | 19              | 9              |
| 1943-44     | Académica    | I Divisão           | 15              | 6              | 6               | 6               | 0                  | 0                  | 0                  | 0                  | 21              | 12             |
| 1944-45     | SC Vianense  | II Divisão Série 1  | inconnu         | inconnu        | inconnu         | inconnu         | 0                  | 0                  | 0                  | 0                  | incomplet       | incomplet      |
| 1945-46     | SC Vianense  | II Divisão Série 3  | inconnu         | inconnu        | inconnu         | inconnu         | 0                  | 0                  | 0                  | 0                  | incomplet       | incomplet      |
| 1946-47     | SC Vianense  | II Divisão Série 2  | inconnu         | inconnu        | inconnu         | inconnu         | 0                  | 0                  | 0                  | 0                  | incomplet       | incomplet      |
| 1947-48     | Académica    | I Divisão           | 3               | 1              | 0               | 0               | 0                  | 0                  | 0                  | 0                  | 3               | 1              |
| 1948-49     | Académica    | II Divisão          | 4               | 3              | 2               | 0               | 0                  | 0                  | 0                  | 0                  | 6               | 3              |
| Total       | Total        | Total               | incomplet (123) | incomplet (49) | incomplet (33)  | incomplet (20)  | 0                  | 0                  | 2                  | 1                  | incomplet (156) | incomplet (69) |

### Statistiques en sélections
Alberto Luís Gomes ne compte que 2 sélections en équipe du Portugal une en 1940 et l'autre en 1942, alors qu'il joue sous les couleurs de l'Académica de Coimbra. Sa première sélection est un match amical, face à la France, et sa deuxième et dernière sélection, deux ans plus tard en janvier 1942, il marque un des trois buts de l'équipe du Portugal.
| Sélections | Date             | Stade                                | Adversaire | Résultat | Minutes | Compétition | Buts | Capitaine |
| ---------- | ---------------- | ------------------------------------ | ---------- | -------- | ------- | ----------- | ---- | --------- |
| 1          | 28 janvier 1940  | Parc des Princes, Paris              | France     | 3 – 2    | 90 min  | Amical      | 0    | Non       |
| 2          | 1er janvier 1942 | Estádio José Manuel Soares, Lisbonne | Suisse     | 3 – 0    | 90 min  | Amical      | 1    | Non       |

| Légende couleur Résultat : - = Match gagné - = Match nul - = Match perdu |

### Statistiques entraîneur
Le tableau ci-dessous, comprend tous les matches officiels (Championnats, Coupes, et Coupes Continentales), hors matches amicaux.
| Résultats | Résultats         | Résultats                    | Résultats      | Résultats      | Résultats      | Résultats           | Total         | Total  | Total  | Total |
| Saison    | Club              | Pays/Championnat             | V.             | N.             | D.             | Cl.                 | Titres        | % V.   | % N.   | % D.  |
| --------- | ----------------- | ---------------------------- | -------------- | -------------- | -------------- | ------------------- | ------------- | ------ | ------ | ----- |
| 1941-42   | Académica         | I Divisão                    | incomplet (13) | incomplet (1)  | incomplet (10) | 5e                  | 1             | %      | %      | %     |
| 1948-49   | Académica         | II Divisão                   | 18             | 0              | 7              | 1er                 | 1             | 72%    | 0%     | 28%   |
| 1948-49   | Académica Juniors | Campeonato Nacional Juniores | inconnu        | inconnu        | incomplet (1)  | finaliste           | 0             | %      | %      | %     |
| 1949-50   | Académica Juniors | Campeonato Nacional Juniores | incomplet (1)  | inconnu        | inconnu        | vainqueur           | 1             | %      | %      | %     |
| 1954-55   | Académica         | I Divisão                    | 13             | 5              | 12             | 6e                  | 0             | 43,33% | 16,67% | 40%   |
| 1955-56   | Académica         | I Divisão                    | 0              | 0              | 0              | Saison non terminée | 0             | 0%     | 0%     | 0%    |
| 1961-62   | Académica         | I Divisão                    | 11             | 5              | 16             | 10e                 | 0             | %      | %      | %     |
| Total     | Total             | Total                        | incomplet (56) | incomplet (11) | incomplet (46) | -                   | incomplet (3) | %      | %      | %     |

## Palmarès

### En tant que joueur

#### Avec l'Académica de Coimbra(10)
- Vainqueur du Championnat de 1re division de l'AF Coimbra 8 fois en 1937, 1938, 1939, 1940, 1941, 1942, 1943, 1944.
- Vainqueur de la Coupe du Portugal en 1939.
- Vainqueur du Championnat du Portugal de deuxième division en 1949.

### En tant qu'entraîneur

#### Avec l'Académica de Coimbra(3)
- Vainqueur du Championnat de 1re division de l'AF Coimbra en 1942.
- Vainqueur du Championnat du Portugal de deuxième division en 1949.
- Vainqueur du Championnat du Portugal de football juniors en 1950.

### Honneurs
- Vainqueur de la "Zona B" de la "II Divisão" avec l'Académica de Coimbra  en 1949, en tant qu'entraîneur-joueur.
- Vainqueur de la "Zona Norte" de la "II Divisão" avec l'Académica de Coimbra  en 1949, en tant qu'entraîneur-joueur.
- Finaliste du Championnat du Portugal de football juniors avec l'Académica de Coimbra  en 1949.